# Lepidochitona simrothi
Lepidochitona simrothi är en blötdjursart som först beskrevs av Thiele 1902.  Lepidochitona simrothi ingår i släktet Lepidochitona och familjen Ischnochitonidae. Inga underarter finns listade i Catalogue of Life.